# Oakland, Maryland
Oakland är en kommun (town) i den amerikanska delstaten Maryland med en yta av 7 km² och en folkmängd, som uppgick till 1 925 invånare år 2010. Oakland är administrativ huvudort i Garrett County.